# London Academy of Music and Dramatic Art
La Academia de Música y Arte Dramático de Londres (en inglés: London Academy of Music and Dramatic Art, LAMDA) es una reconocida escuela de teatro británica ubicada en Londres. Fue fundada por Henry Wylde, su primer presidente, en 1867. Benedict Cumberbatch es el presidente actual y Peter James su director.
Desde 2007 ocupa un edificio en el barrio de Hammersmith, anteriormente utilizado por la Escuela de Ballet Royal. Además, posee el Teatro MacOwan, un espacio para actuaciones que se encuentra en Kensington. 
Además de ser un miembro del Conservatorio Nacional de Danza y Teatro del Reino Unido, es la academia con los más grandes programas en actuación, dirección escénica de teatro y trabajo técnico. La academia, acreditada por la Universidad de Kent, también ofrece cursos para directores y profesores de teatro. 
El conservatorio lleva a cabo los exámenes LAMDA para calificar alumnos de escuelas de teatro.

## Alumnos destacados
Algunos de sus alumnos más destacados son:
- Alexis Denisof
- Richard Armitage
- Colin Baker
- Brian Cox
- Harriet Walter
- Angélica Aragón
- James D'Arcy
- Dominic Cooper
- Benedict Cumberbatch
- Chiwetel Ejiofor
- Tala Ashe
- Kim Cattrall
- Ruth Wilson
- Sylvia Sáenz
- Joseph Quinn